# Ramón Miquel y Planas
Ramón Miquel y Planas (Barcelona, 1874-1950) fue un escritor y bibliófilo español.

## Biografía
Dedicó su vida exclusivamente al libro en todas sus manifestaciones como editor, traductor, empresario, ensayista, escritor, poeta, bibliógrafo e historiador de la lengua y literaturas catalanas.
Ejerció un gran protagonismo en el Institut Catalá de les Arts del Llibre y entre 1903 y 1912 dirigió la Societat Catalana de Bibliófils. Publicó muchos estudios en la Revista Gráfica. Fue redactor de Joventut de 1900 a 1906. Creó y fue el único redactor de dos revistas para bibliófilos: la Revista Ibérica de Ex Libris (1903-1906) y Bibliofilia (1911-1920).

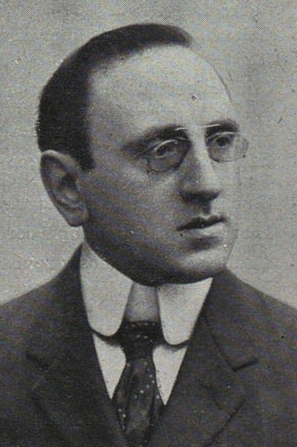
Retrato de Ramón Miquel y Planas

Siguiendo los pasos de Marian Aguiló y Félix Torres Amat, intentó crear un corpus definitivo de la literatura catalana con la publicación de su "Biblioteca catalana". La empezó en 1908 y la terminó en 1932, con un total de 32 volúmenes. Simultáneamente fue publicando la colección llamada Històries d'altres temps, donde se recogen novelas y textos catalanes antiguos.
Su colaboración con Rossend Serra i Pagès le permitió editar la Biblioteca Folklórica Catalana al mismo tiempo que la Biblioteca Catalana. Mantuvo estrecha amistad con personas como Eudald Canibell y Luis Carlos Viada y Lluch.
Se opuso a la imposición de la gramática y ortografía del catalán moderno de Pompeu Fabra, a quien calificó de «gran mogol filológico», «dictador en materias lingüísticas en Cataluña» y «maldito reventador de lenguas». En 1918 llegó a afirmar que Cataluña nunca antes había sido víctima «de una tiranía tan odiosa como la que hoy ejercen nuestros gramáticos puestos al servicio de Fabra».
En 1939, tras la Guerra Civil Española, publicó en España un libro con más de cincuenta sonetos en catalán titulado Sonata en tres tiempos, en algunos de los cuales criticó la «revolución» iniciada por el Instituto de Estudios Catalanes en 1913 con la promulgación de las normas ortográficas del catalán y elogió la figura de Francesch Matheu como símbolo de oposición al reformismo fabriano. En la misma obra, dedicada a diversos literatos e intelectuales catalanes, también criticó la actuación durante la guerra de la Generalidad republicana presidida por Lluís Companys, entre otras cosas.

## Obras
- Amor y Psiquis  de Luci Appuleu (1905)
- Les Amors de Dafnis y Cloe de Longus (1905)
- Valter y Griselda. La Filla del rey d'Hongria. París y Viana traducciones de Bernat Metge (1905)
- Cançoner satírich valenciá dels segles XV y XVI (1911)
- Primer llibre d'exlibris d'en J. Triadó  (1906)
- Lo Somni de Bernat Metge (1907)
- Lo Carcer d'amor : novela del XVen segle composta per Diego de San Pedro y traduhida al català per Bernadí Vallmanya (1907)
- Les Faules d'Isop : text català y gravats reproduhits de dues edicions gòtiques del segle XVI (Barcelona, 1550? y 1576)  (1907)
- Faules Isòpiques de Aviano, Alfonso, Poggio y altres autors  (1908)
- Historia de Pierres de Provença y de la gentil Magalona : ara novament publicada segons les edicions de 1616 y 1650 (1908)
- Llibre del sabi y clarissim fabulador Isop (1908)
- Historia del noble y esforçat cavaller Pierres de Provença  (1908)
- Historia de l'esforçat cavaller Partinobles : (Tarragona, 1588) (1908)
- Els Contes den Perrault (1909)
- Lo Fill del Senescal  (1909)
- Historia de Paris e Viana  (1909)
- Historia de Frondino y Brisona (1909)
- Jacob Xalabín (1909)
- La Filla del Emperador Constantí (1909)
- Tractat de Scipio y Anibal ; seguit de la destrucció de Jerusalém  (1910)
- Somni de Francesc Alegre (1910)
- Rahonament entre Francesch Alegre y Sperança (1910)
- Pensament de Pere Joan Ferrer (1910)
- Despropiament d'amor de Ramon Llull(1910)
- La Imitació de Jesucrist  de Tomàs de Kempis (1911)
- Faula de les amors de Neptuno y Diana (1911)
- Lo Carcer d'amor de Diego de San Pedro (1912)
- Estudi histórich y crítich sobre la antiga novela catalana pera servir d'introducció al novelari català dels segles XIV a XVIII (1912)
- Rondalla de rondalles de Carles Ros i Hebrera (1912)
- Rondaya de Rondayes de Tomàs Aguiló i Cortès ()
- Obres de J. Roiç de Corella de Joan Roís de Corella (1913)
- Llegendes de l'altra vida (1914)
- Llibre anomenat Vita Christi de Isabel de Villena (1916)
- Novelari català dels segles XIV a XVIII : publicat en vistadels manuscrits y edicions primitives (1908-1916)
- Viatge al Purgatori de Sant Patrici de Ramon de Perellós (1917)
- Diàleg de la guerra (1917)
- La Novela d'un bibliòfil (1918)
- Les Confidències dén Joan Bonhome (1918)
- Diàlechs (1919)
- Els Cent aforismes del bibliòfil (1924)
- La Llegenda del llibreter assassí de Barcelona (1928)
- Spill o Libre de consells: poema satírich del segle XV de Jaume Roig
- Sonata en tres tiempos (1939)